# فلسطين الثالثة
مقاطعة فلسطين الثالثة أو فلسطين الصحيحة (باللاتينية: Palaestina Salutaris أو Palaestina III) هي إحدى المقاطعات الستة عشر التي كانت تشكّل الأبرشية المشرقية التابعة للإمبراطورية البيزنطية ابتداءً من عام 390 وحتى القرن السابع. كانت عاصمتها البتراء، كما كانت بالأصل جزءاً من المقاطعة العربية البترائية التي ظهرت في عام 106 م بعد احتلال الرومان لمملكة الأنباط جنوب بلاد الشام. قام الساسانيون بالاستيلاء عليها لفترة وجيزة، إلاّ أن البيزنطيين استعادوها في عام 628 حتى الفتح الإسلامي للشام عام 636.

## تاريخ
تم تنظيم المنطقة تحت حكم الإمبراطورية الرومانية كجزء من أبرشية الشرق، والتي احتوت بالإضافة إلى هذه المقاطعة كل من المقاطعات التالية: فيليقيا الأولى، فيليقيا الثانية، الرها، أرض الرافدين، الفرات، إيساوريا، وقبرص : فلسطين الأولى، فلسطين الثانية، سوريا الأولى، سوريا الصحيحة، فينيقيا، فينيقيا اللبنانية. كما كانت بالأصل جزءاً من المقاطعة العربية البترائية التي أصبحت تضم بالإضافة لفلسطين الثالثة، المقاطعة العربية الواقعة إلى الشمال.
لقد تحالف البيزنطيون مع سكان المنطقة من العرب الغساسنة في القرن السادس. إلاّ أنهم فقدوا السيطرة عليها بعد الحرب الساسانية البيزنطية، حيث احتلها الساسانيون بمساعدة اليهود عام 614، وقد تم تشكيل تحالف بين الطرفين. لكن الأمر لم يدم طويلاً، إذ استرجع البيزنطيون هذه المنطقة بعد انسحاب الجنود الساسانيين منها عام 628. إلاّ أنهم فقدوها نهائيًا بعد الفتح الإسلامي للشام عام 636.

## الجغرافيا
كانت هذه المقاطعة تمتد لتشمل معظم المنطقة الواقعة اليوم في جنوب بلاد الشام، وشبه جزيرة سيناء في مصر. وكانت مدينة البتراء عاصمة لهذه المقاطعة.